# Pontella lobiancoi
Pontella lobiancoi är en kräftdjursart som först beskrevs av Canu 1890.  Pontella lobiancoi ingår i släktet Pontella och familjen Pontellidae. Inga underarter finns listade i Catalogue of Life.